# Ferdinand Hauptmann
Ferdinand Hauptmann (* 20. Juni 1913 in Resicabánya, deutsch Reschitza, Königreich Ungarn, Österreich-Ungarn; † 14. August 1989 in Timișoara, Sozialistische Republik Rumänien) war Ordinarius substitutus des Bistums Timișoara.

## Leben
Ferdinand Hauptmann besuchte von 1923 bis 1931 das Realgymnasium in Timișoara, anschließend (1931–1936) absolvierte er das Studium der Theologie ebenda. Am 29. März 1936 wurde er in Reșița zum Priester geweiht. Zwischen den Jahren 1936–1938 war er als Kaplan in Großsanktnikolaus tätig, 1938–1944 als Katechet in der Innenstädter Stadtpfarrkirche in Timișoara. 1944 zog er nach Arad, kam aber wieder in die Innenstädter Stadtpfarrkirche in Timișoara zurück.
1950, als Bischof Augustin Pacha nach Carașova in Urlaub fuhr, nahm er den jungen Kaplan Ferdinand Hauptmann von der Stadtpfarrkirche Timișoara mit. Während dieser Zeit wohnte er im Pfarrhaus von Carașova. Bischof Pacha nahm die geheime Bestimmung eines Ordinarius substitutus vor, für den Fall, dass er selbst an der Ausübung seines Amtes verhindert sein sollte. Es existierte der Erlass von Rom, dass jeder Bischof zwei Geistliche bestimmen musste, die im Falle seiner Amtsbehinderung sofort die Leitung seiner Diözese übernehmen und diese so lange wahrnehmen sollten, bis von Rom anders verfügt werde. Pacha bestimmte dazu an erster Stelle Konrad Kernweisz, den Spiritual der Armen Schulschwestern und an zweiter Stelle Ferdinand Hauptmann, den Pfarrer der Stadtpfarrkirche Timișoara.
Nachdem Joseph Pless 1952 festgenommen worden war, leitete Ferdinand Hauptmann die Pfarrei. 1972 wurde ihm der Titel Monsignore erteilt. Zwei Jahre nachdem sein Vorgänger Konrad Kernweisz verstorben war, trat Ferdinand Hauptmann das Amt des Ordinarius substitutus des Bistums Timișoara an. 1983 zog er sich aus Altersgründen zurück. Sein Amt übernahm Sebastian Kräuter.